# Marc Papiri Carbó
Marc Papiri Carbó (en llatí Marcus Papirius Carbo) va ser un militar i polític romà. Formava part de la gens Papíria, i era de la família dels Carbó.
Era fill del pretor Gai Papiri Carbó i germà de Gai Papiri Carbó, cònsol l'any 120 aC. Va ser partidari de Gai Mari el Jove, i segons Ciceró, després de la mort del seu germà a mans de les tropes de Pompeu, va fugir de Sicília.